# Colombophilie
Pour un article plus général, voir Pigeon biset.
 (février 2016).
Si vous disposez d'ouvrages ou d'articles de référence ou si vous connaissez des sites web de qualité traitant du thème abordé ici, merci de compléter l'article en donnant les références utiles à sa vérifiabilité et en les liant à la section « Notes et références ».

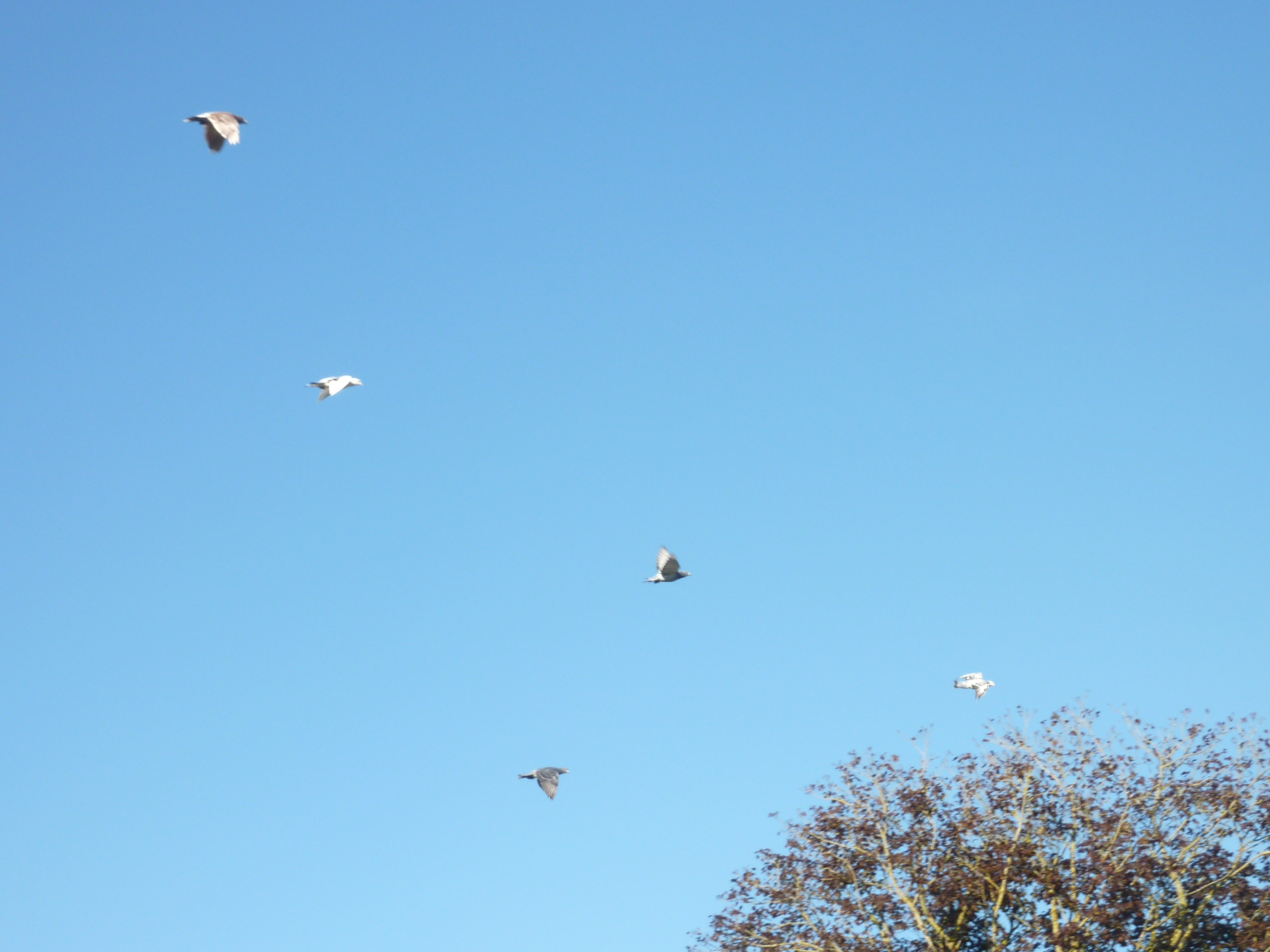
Pigeons Voyageurs en vol dans l'Ostrevent

La colombophilie est l'art d'élever et de faire concourir les pigeons voyageurs.
C'est aussi un « sport ». Il y a de moins en moins de colombophiles, ce qui pose le problème du renouvellement générationnel. Ce sport organise des concours locaux, régionaux, nationaux et internationaux via la Fédération colombophile internationale, dont le siège est à Bruxelles, et des fédérations nationales.

## Présentation

### Objet

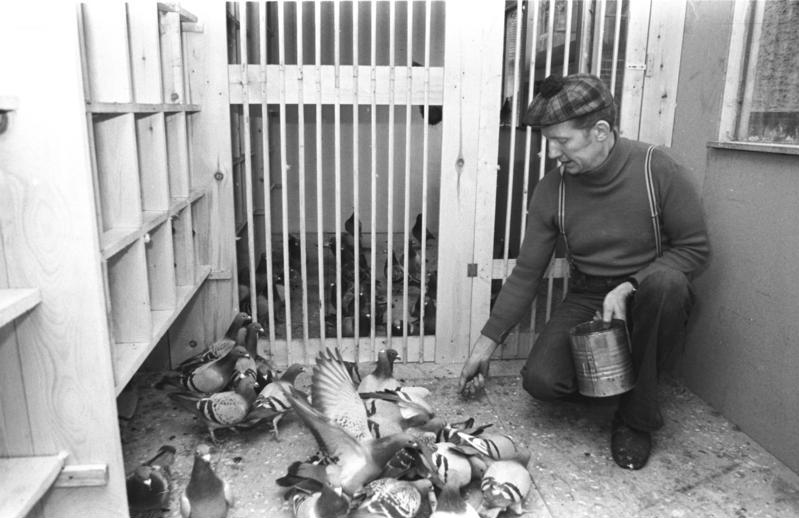
Un colombophile de l'Allemagne de l'Est en 1980.

La colombophilie est le fait d'élever des pigeons voyageurs et de les faire concourir. Pour avoir une bonne colonie et faire de bons prix, il faut sélectionner ses pigeons sur plusieurs années et garder les pigeons qui font le plus de prix.
La période des concours varie en fonction des régions (19 en France ; auparavant 21, mais 2 ont fusionné), généralement d'avril à août. Les concours se déroulent tous les week-ends, le samedi pour les concours de fond et de grand fond et le dimanche pour ceux de vitesse et demi-fond.

### Les bagues

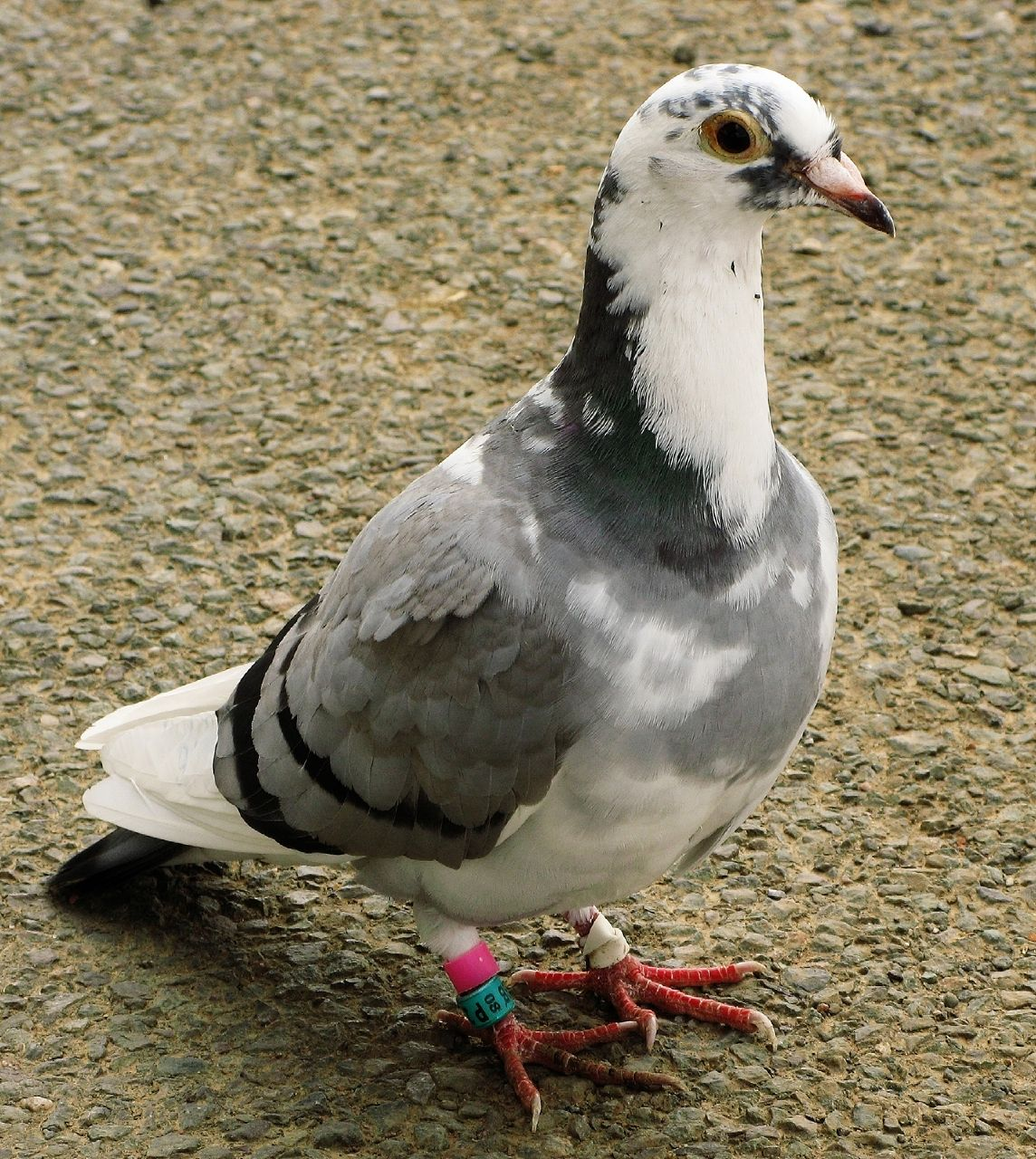
Un pigeon voyageur bagué.

Un pigeon possède une bague dite « matricule » qui lui est placée à la patte dès la naissance (entre 8 et 10 jours) et équivaut à sa carte d'identité. De couleur différente chaque année, cette bague est associée à un carton d'immatriculation que le propriétaire doit garder précieusement.
Outre la bague dite « matricule », l'animal doit aussi être muni d'une bague indiquant soit l'adresse de son propriétaire (ou de la société colombophile à laquelle ce dernier est sociétaire), avec le numéro de téléphone, soit simplement celui-ci. Cette dernière bague peut être remplacée par une bague électronique si le colombophile dispose d'un constateur électronique, et sur cette bague doit figurer une adresse ou un numéro de téléphone. Cette bague adresse est obligatoire en France. Tout pigeon participant à un concours doit posséder cette bague « adresse ».
Construite avec des matériaux à la fois solides et légers, elle porte un numéro et, perpendiculairement à celui-ci, l’année d’émission. Une fois disposée autour du tarsométatarse de l’oiseau, la bague ne peut plus être retirée autrement qu’avec une pince adéquate.
Chaque fois que le pigeon est cédé, le titre de propriété correspondant au numéro de bague du pigeon doit être simultanément livré au nouveau propriétaire. Détenir des pigeons bagués sans posséder les titres de propriété appropriés est interdit en France.

### Déroulement d'un concours

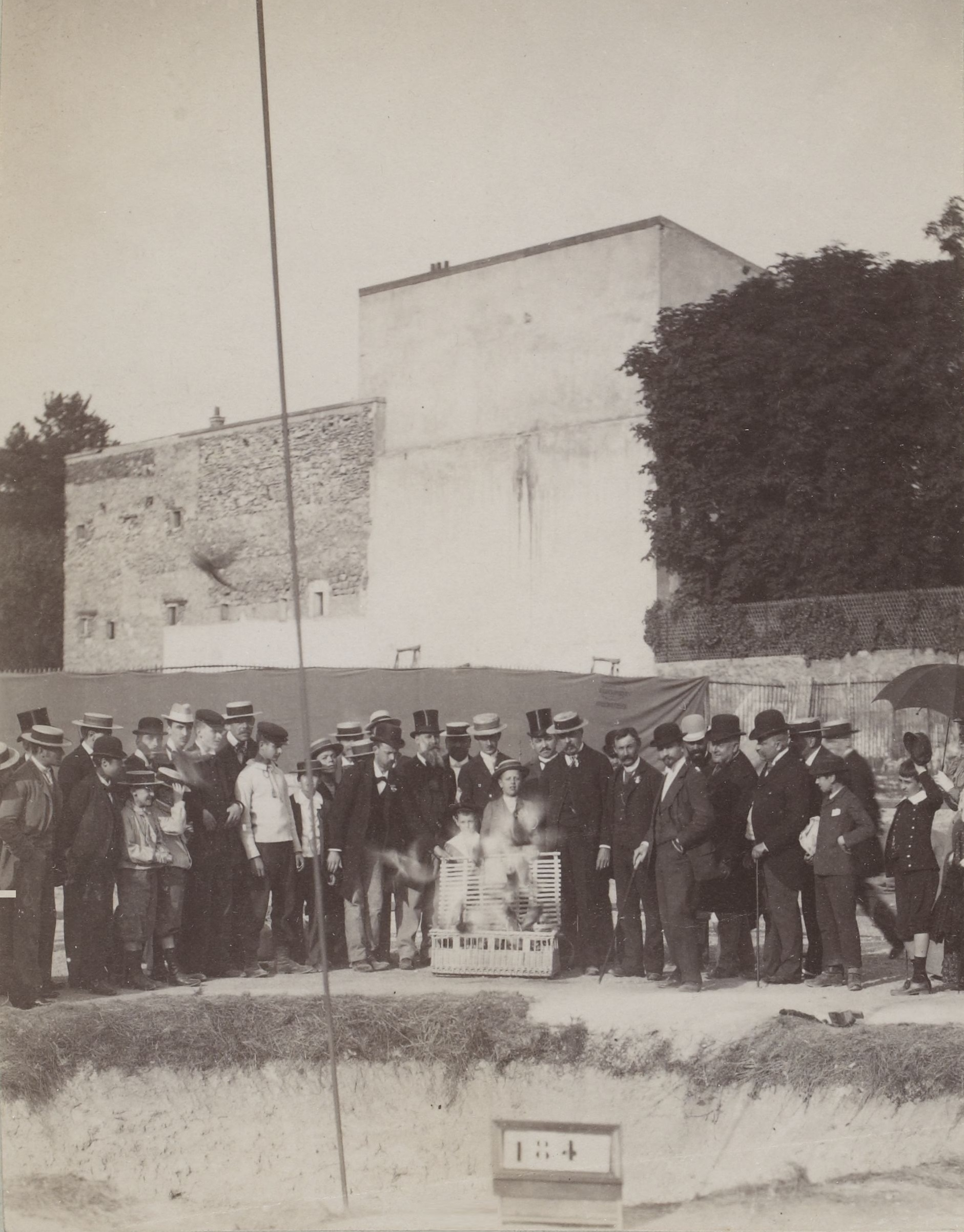
Lâcher de pigeons en 1897.

Pour les concours de vitesse et demi-fond, l’enlogement (fait de mettre ses pigeons dans des paniers en vue des concours), a lieu le samedi matin.
Les pigeons sont amenés au local de la société. Une fois que tous les colombophiles sont arrivés, l'enlogement peut commencer. Les numéros matricules de chaque pigeon de chaque colombophile sont énoncés et marqués sur une feuille dite « d'enlogement ». Ensuite, les pigeons sont munis d'une troisième bague, en caoutchouc celle-là. Cette bague est mise par-dessus l'une des deux bagues déjà présentes. Ensuite, ces pigeons sont mis dans des paniers (plombés) qui sont eux-mêmes mis dans un camion qui les emmène au point de lâcher. Pour les colombophiles qui sont à l'électronique, la bague électronique est passée au-dessus du « systemclub »[Quoi ?] qui est lui-même relié au constateur du colombophile. La suite est la même que pour l'enlogement manuel.
Le lendemain matin, les pigeons sont lâchés ; le premier est celui qui revient le plus vite possible à son colombier. Pour finir, les colombophiles retournent au local de la société pour procéder au dépouillement des constateurs.
Le déroulement est le même pour les concours de fond et demi-fond, sauf que l'enlogement s'effectue le mercredi et/ou le jeudi.

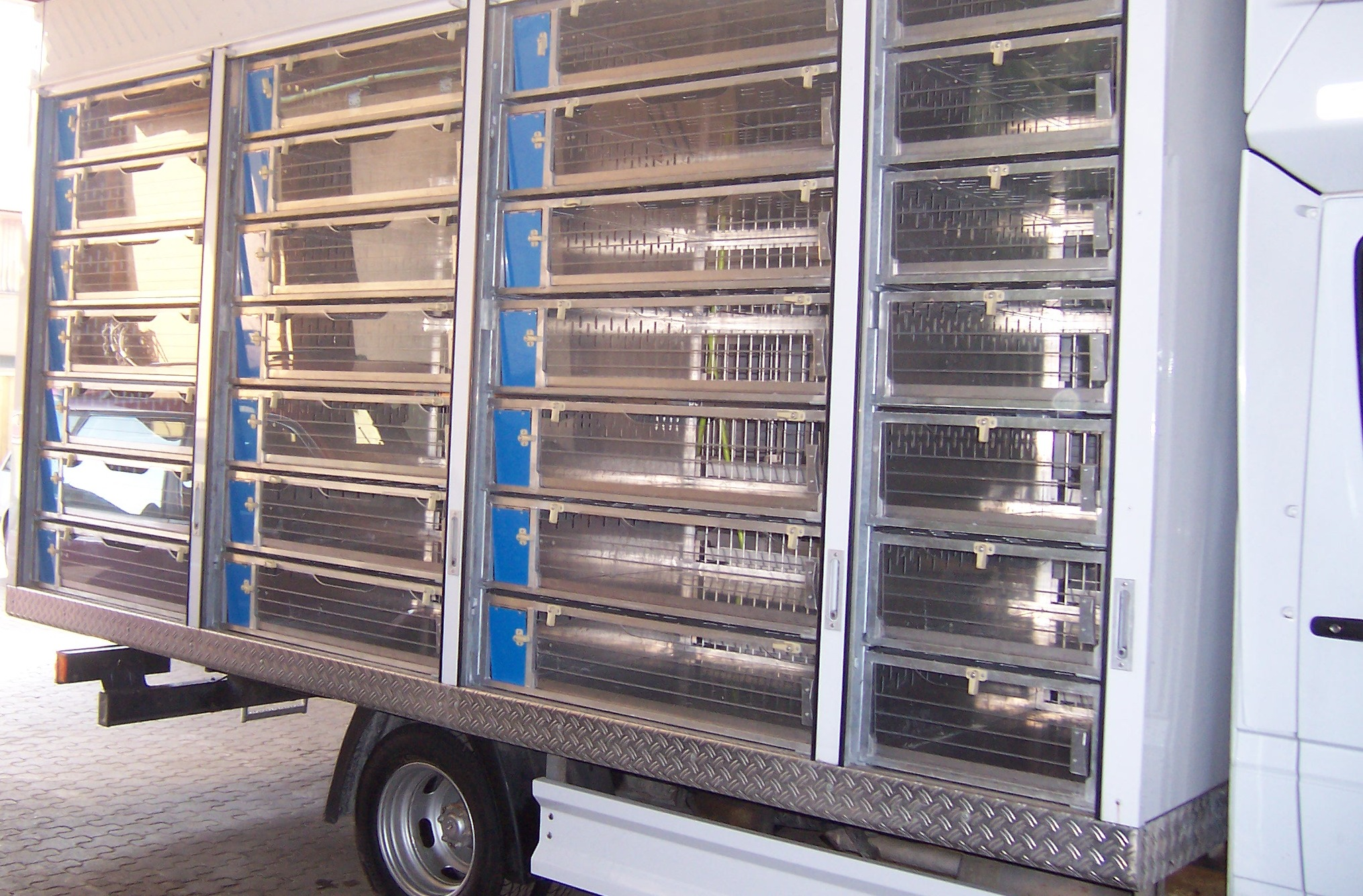
Les pigeons voyageurs sont souvent transportés dans des camions spécialement modifiés.
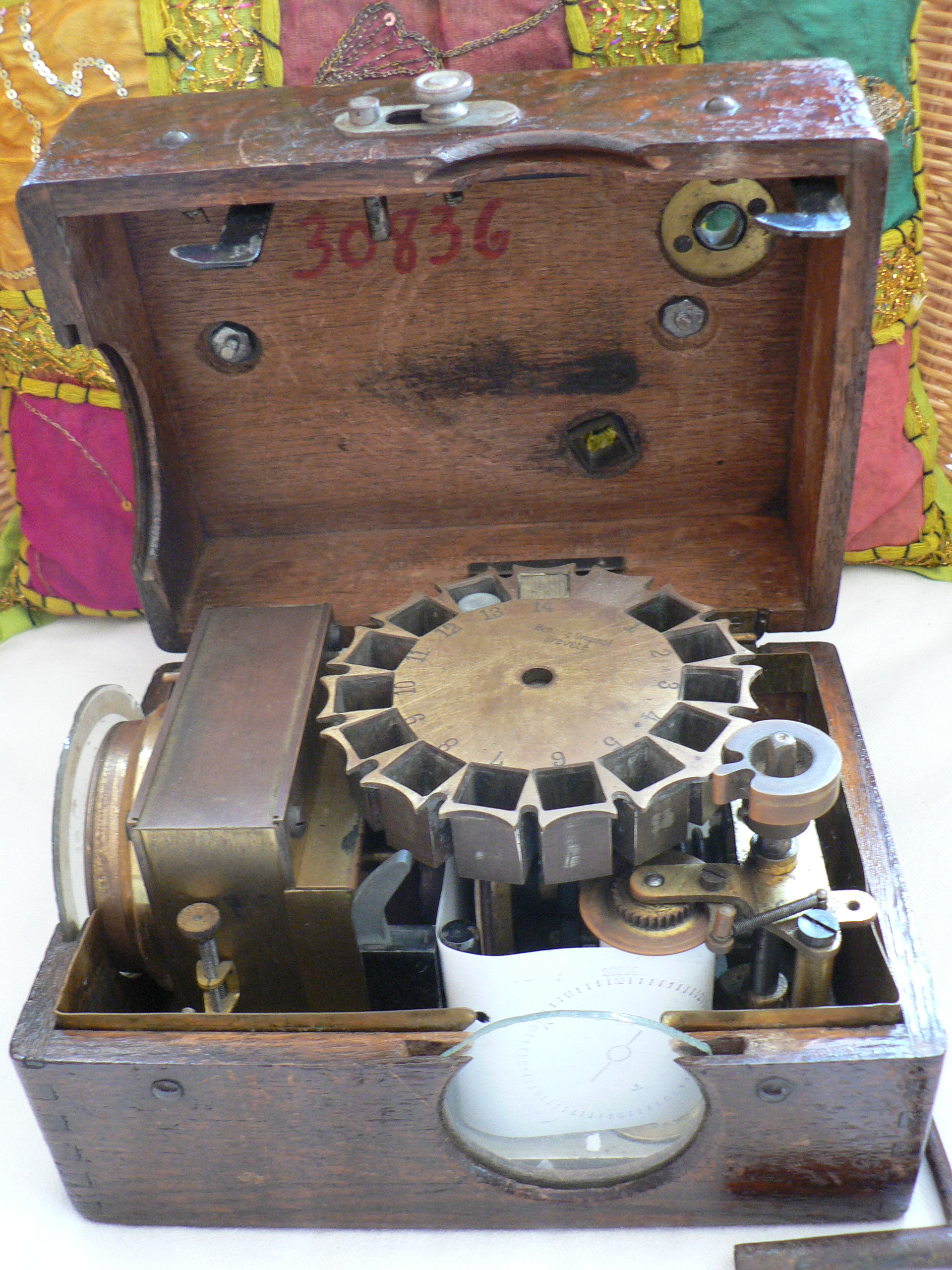
Intérieur d’une ancienne horloge à pigeons.
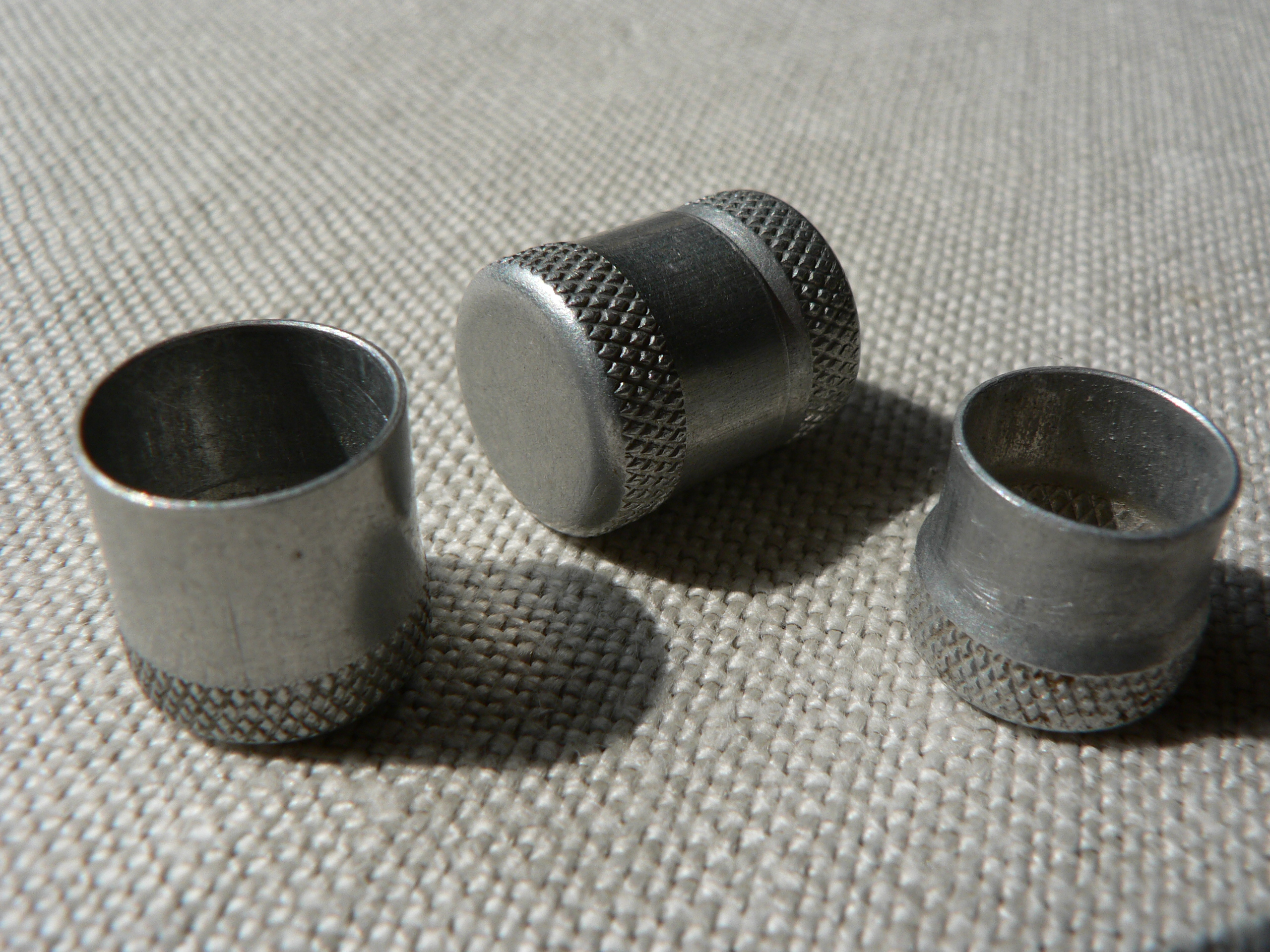
Certaines horloges à pigeons à l'ancienne utilisent des dés à coudre.

### Les courses à colombier unique
Dans la seconde moitié des années 1990, la course dite « à colombier unique » (« one loft race » en anglais) a été inventée. Le concept est d'envoyer de différentes régions, voire du monde entier, de jeunes pigeons (âgés de 6 semaines) dans un colombier unique où ils sont soignés et entraînés de manière similaire et habitués à ce nouveau domicile. C'est vers celui-ci qu'ils reviendront au moment de la course,. S'y est associée l'idée de gains beaucoup plus importants, comme avec la « course à un million de dollars », créée en Afrique du Sud en 1996-1997, avec des frais d'inscription à 1000 dollars, et un premier prix de 200 000 dollars ainsi qu'une voiture neuve,,. Ce concept a contribué à modifier la pratique de la colombophilie. Car dans la course traditionnelle où chacun élève et entraîne ses pigeons, ce sont non seulement les pigeons, mais également les compétences et l'expérience des colombophiles qui sont en compétition. Avec la course à colombier unique, seuls les pigeons sont en compétition, puisqu'ils sont tous élevés et entraînés de la même manière. Cela a contribué à provoquer une surenchère sur la valeur des pigeons, qui se sont mis à s'acheter jusqu'à des dizaines ou centaines de milliers de dollars, voire dépasser le million d'euros, comme pour le pigeon Armando, surnommé le « Lewis Hamilton des airs », acheté en 2019 par un investisseur chinois dans le but d'obtenir un rendement par la vente de ses descendants très recherchés. Alors que la colombophilie est une activité très prisée parmi les travailleurs, elle est dorénavant également profondément investie par des logiques financières. L'appât du gain a ainsi précipité la fin de la Course à un million de dollar d'Afrique du Sud en 2020, en lien à la fois avec de graves problèmes sanitaires ayant occasionné la mort de centaines de pigeons, mais également le choix d'une distance trop longue à parcourir dans des conditions climatiques difficiles, racontée dans le documentaire Une course, des pigeons et des millions de Gavin Fitzgerald (Irlande, 2021),.

## Organisation colombophile

### Belgique
On dénombre environ 70.000 colombophiles en Belgique dont 21.000 sont actifs. La province de Liège dénombre à elle-seule 97 clubs regroupant 2.800 colombophiles. La Royale Fédération Colombophile Belge est une association à l'échelle nationale et organisant des concours provinciaux, nationaux et participant aux concours internationaux.
La tradition colombophile est très présente sur l'ensemble de la Belgique, et remonte au XVIIIe siècle dans la région liégeoise. La première mention écrite date de 1784 à Verviers. La colombophilie comme sport n'aurait commencé - sur base des textes retrouvés - qu'en 1818 et s'est propagé à partir de cette région vers les Pays-Bas, l'Allemagne puis la France.
La sélection et l'étude des pigeons en Belgique a permis d'améliorer les performances des pigeons ainsi que la sélection des meilleurs individus, pour créer finalement le pigeon voyageur tel que nous le connaissons. Les races belges sont considérés comme les meilleures du monde.
À Anvers, les propriétaires de bateaux de transport marchand faisaient emmener sur ceux-ci de nombreux pigeons. Quand les marins n'avaient plus que quelques jours de mer à voyager, ils lâchaient ceux-ci avec des messages indiquant la marchandise transportée. À l'arrivée du bateau, celle-ci était déjà vendue. Avec ses 25.000 pigeons sélectionnés, Anvers était en 1846 la première ville colombophile au monde. La province d'Anvers est encore aujourd'hui un haut lieu de la colombophilie belge.
En 2020, la fédération colombophile belge a proposé la reconnaissance du patrimoine colombophile belge à l'UNESCO.
Le 15 novembre 2020, un pigeon voyageur belge est vendu aux enchères à Knesselare en Flandre orientale par la maison d'enchère Pigeon Paradise "PIpa", pour 1 600 000 € à un colombophile sud-africain (record mondial). Les pigeons voyageurs belges étant d'excellente réputation, ceci a engendré de nombreux vols organisés par la mafia chinoise notamment dans les années 2009.

### France
En France, la colombophilie débute en 1849 et l'organisation colombophile est désormais réglementée par la loi du 23 juin 1994 (modifiée depuis). Cette réglementation est la conséquence de l'utilisation militaire du pigeon voyageur comme vecteur de transmission de messages (guerre de 1870 et les deux guerres mondiales). De ce fait, la colombophilie sera interdite pendant la Seconde Guerre mondiale.
Bien que le ministère de la Défense entretienne un colombier et un musée au mont Valérien à Suresnes dans la banlieue parisienne (musée colombophile militaire), le rôle militaire du pigeon voyageur a disparu au profit des transmissions hertziennes. La colombophilie est inscrite à l'Inventaire du patrimoine culturel immatériel français depuis 2012.
Dans le nord de la France, les éleveurs de pigeons-voyageurs sont dits des « coulonneux ».

#### Fédération colombophile française
La Fédération colombophile française fédère les colombophiles français et les associations locales. Elle a son siège à Lille (54, boulevard Carnot) dans le Nord. Elle est administrée par un bureau directeur élu pour quatre ans et constitué d'un président, de deux vice-présidents, d'un secrétaire et d'un trésorier.
Depuis 2023, la Fédération colombophile française (FCF) est située à Festubert. Le déménagement à Festubert, sur un terrain de 7 000 m2, a pour but de créer une maison de la colombophilie en y installant un musée, un colombier collectif pouvant accueillir plus de 10 000 pigeons, comme il en existe dans de nombreux pays d'Europe, et en accueillant le personnel administratif à l'horizon 2024.
En 2024, la FCF est organisée en 21 régions colombophiles comprenant les sociétés.
Les associations locales recueillent les adhésions des amateurs. Entre la FCF et les associations locales, on trouve les fédérations régionales et les groupements. Tous ces organismes sont à but non lucratif.
En 1900, la fédération de la Seine obtint la médaille d'or du concours organisé dans le cadre de l'exposition universelle et des jeux olympiques. Il y a actuellement[Quand ?] environ 11 500 colombophiles, dont pratiquement la moitié dans le Nord de la France (1re région, Nord Pas de Calais).

### Reste du monde
La colombophilie est pratiquée dans de nombreux pays du monde. Les organisations sont différentes, mais le but est le même partout : réaliser des compétitions de pigeons voyageurs.
Les nations colombophiles se sont regroupées en une Fédération colombophile internationale (FCI) dont le siège est à Bruxelles. Son conseil d'administration se réunit deux fois par an pour étudier les questions communes à tous mais aussi à certaines fédérations nationales. Les questions peuvent être liées aux pigeons, recherches scientifiques et médicales et protection du pigeon, mais aussi aux compétitions, systèmes de constatation, championnats mondiaux, etc. Pour 2014, les bagues ont la même couleur (or).

## Conflits
Quelques espèces de rapaces sont spécialisées de manière évolutive dans la chasse aux oiseaux. C'est le cas notamment de l'épervier, de l'autour des palombes, du faucon pèlerin et du faucon sacre. Les élevages, et les vols en cercle des pigeons autour de ceux-ci peuvent attirer ces prédateurs, occasionnant parfois la crainte et/ou la colère de colombophiles, à la suite des modifications de comportement des pigeons stressés par la présence d'un rapaces aux environs, voire aux pertes occasionnées. Ces rapaces sont pourtant pour certains d'entre eux protégés dans de nombreuses législations nationales et internationales, d'autant qu'ils ont pour beaucoup d'entre eux failli disparaître dans les années 1960 en lien notamment avec la généralisation des pesticides, dont le DDT. Le conflit peut dégénérer, lorsque les éleveurs tuent les rapaces suspectés. L'une des méthodes est l'utilisation de poison placés sur le dos de pigeons servant d'appât, et qui tuent instantanément le rapace protégé. Une caméra de surveillance à Zürich, en Suisse, a montré le décès d'une femelle faucon pèlerin ayant capturé un pigeon ainsi préparé. Deux éleveurs de pigeons ont été condamné à Zürich, en 2016 pour ce type de délits,.
Des associations de protection des animaux mettent également en cause les conditions d'élevage ou le nombre de décès que peuvent occasionner certaines courses de pigeons,,. 

## Dans la littérature
La bande dessinée belge Le Vieux Bleu, créé par François Walthéry en 1974, a pour cadre le milieu colombophile dans la Wallonie des années 1930.

## Au cinéma
Le titre du film « Les convoyeurs attendent » (avec Benoît Poelvoorde et Bouli Lanners dans les rôles principaux) renvoie à une expression de la colombophilie belge, désignant les transporteurs chargés d'amener les pigeons au lieu de largage et devant parfois attendre que la météo soit favorable pour exécuter l'opération.